# Potencia de golpe
La potencia de golpe es la cantidad de energía cinética presente en los golpes de una persona. La potencia de nocaut es un concepto similar relacionado con la probabilidad de que un golpe a la cabeza cause inconsciencia o un golpe al cuerpo que incapacite al oponente para seguir luchando. La potencia de nocaut se relaciona con la fuerza aplicada, el timing, la técnica y la precisión del golpe, entre otros factores.

## Descripción general
Para aumentar la masa de un puñetazo, es esencial mover el cuerpo como una unidad durante todo el golpe. La potencia se genera desde abajo, de modo que la fuerza de los tobillos se transfiere a las rodillas; la fuerza de las rodillas a los muslos; la fuerza de los muslos al torso; del torso al pecho; del pecho a los hombros; de los hombros a los antebrazos; y, finalmente, la fuerza combinada se transfiere a través del puño al oponente. Así, los pegadores más potentes son capaces de conectar todo su cuerpo y canalizar la fuerza de cada parte del cuerpo en un puñetazo.
En general, hay cinco componentes de potencia de golpe que deben estar presentes para que un golpeador sea considerado verdaderamente poderoso: falta de golpeo con el brazo, cambio adecuado del peso, pisar durante un golpe, pivotar con un golpe y usar un juego de pies adecuado.
Esta conexión corporal requiere el desarrollo de un core fuerte. El core es quizás el elemento más importante para un golpe potente, ya que conecta la fuerza de las piernas con el sistema de lanzamiento de los brazos.
Si bien el centro del cuerpo puede ser importante, los luchadores experimentados realizan mayores contribuciones con las piernas en comparación con los menos experimentados, lo que significa que unas piernas fuertes y poderosas son la base de la potencia del golpe. Cuando se trata de lanzar un jab potente, uno debe dar un paso adelante para permitir que el impulso del cuerpo se transmita hacia adelante con un brazo adelantado preparado para transmitir este impulso al objetivo.